# Julian Krenn
Julian Krenn (* 31. August 1999) ist ein österreichischer Fußballspieler und Trainer.

## Karriere
Krenn begann seine Karriere beim UFC St. Georgen/Eisenstadt. 2009 wechselte er zum ASV Siegendorf. Im selben Jahr kam er in die Jugend des SK Rapid Wien, bei dem er später auch in der Akademie spielte.
Im August 2017 debütierte er für die Amateure von Rapid in der Regionalliga, als er am zweiten Spieltag der Saison 2017/18 gegen den ASK-BSC Bruck/Leitha in der Startelf stand.
Zur Saison 2018/19 wurde er auf Kooperationsbasis an den Zweitligisten Floridsdorfer AC verliehen. Sein Debüt in der 2. Liga gab er im Juli 2018, als er am ersten Spieltag jener Saison gegen den SKU Amstetten in der Startelf stand.
Zur Saison 2019/20 wechselte er zum SKU Amstetten. Für Amstetten kam er in der Saison 2019/20 verletzungsbedingt lediglich zu elf Einsätzen. Im Oktober 2020 wechselte er zum Ligakonkurrenten SK Vorwärts Steyr, bei dem er einen bis Juni 2022 laufenden Vertrag erhielt. Im Jänner 2021 löste er nach zwei Einsätzen für die Oberösterreicher seinen Vertrag in Steyr wieder auf.
Daraufhin wechselte er im selben Monat zum viertklassigen SV Wienerberg. Für die Wiener kam er allerdings nie zum Einsatz. Zur Saison 2021/22 wechselte er zum Regionalligisten FCM Traiskirchen. Im Jänner 2022 wechselte er innerhalb der Liga zum ASV Draßburg. Für Draßburg spielte er insgesamt 16 Mal in der Regionalliga.
Im Jänner 2023 wechselte Krenn zur sechstklassigen 1. SVg Wiener Neudorf, welche er seit Mai 2024, neben seiner Tätigkeit als Videoanalyst beim SV Stripfing, als Trainer betreut und in der Saison 2024/2025 zum Meistertitel führte. 